# Parta hic
Parta hic (littéralement en français La bande d'ici), est une comédie tchécoslovaque de 1976 réalisé par Hynek Bočan,.

## Synopsis
Le docteure Váňová arrive à Ostrava, où elle rencontre son futur fiancé Miroslav. Celui-ci commence à y mener ses propres recherches. L'objectif est de prévenir la silicose en utilisant une barrière dite calcique. Ils tentent donc de forcer les mineurs locaux à boire du lait. Les mineurs ne veulent pas participer à l'expérience et résistent de diverses manières. Ils décident finalement de boire le lait, ce qui fait d'eux des célébrités locales. Le Dr Váňová part ensuite pour la Pologne et y retrouve son futur fiancé.

## Distribution
- Regina Rázlová (cs) : docteur Alice Váňová
- Ladislav Trojan : l'ingénieur Mirek Laciga, fiancé d'Alice
- Jaroslav Satoranský : docteur Kaleš
- Jaroslav Moučka : l'ingénieur Kodet
- Václav Babka : Rudla Janeček, président du ROH
- Vladimír Menšík : le chef des mineurs Ota Chochola, connu sous le nom de Krasin
- Karolina Slunéčková : Chocholová
- Jan Skopeček : le mineur Mašín appelé Čistědonah
- Miriam Kantorková : Mašínová
- Josef Kemr : le mineur Primář
- Míla Myslíková : Oli Hnízdová
- Petr Nárožný : le mineur et magicien Kynkal
- Dagmar Havlová : Kynkalová
- Jiří Krampol : le mineur Franta Fousek
- Simona Stašová : Marie Fousková
- Ivan Vyskočil : Václav Justa
- Josef Dvořák : Jan Kubík
- Jitka Zelenohorská : Jiřina
- Karel Engel : Emil
- Karel Augusta : Vokoun
- Milan Šulc : Kopřiva
- Adolf Filip : Srdínko
- Stanislav Fišer : un mineur
- Karel Gott : lui-même[3]